# فلوروأسيتات الصوديوم
فلوروأسيتات الصوديوم مركب كيميائي له الصيغة C2H2FNaO2، ويكون على شكل مسحوق بلوري أبيض، وهو الملح الصوديومي حمض فلوروأسيتيك.
يعد فلوروأسيتات الصوديوم من المركبات السامة التي يمكن أن تتواجد طبيعياً في بعض النباتات، كما يستخدم كمبيد آفات وله الرمز 1080.

## التحضير
يحضر مركب فلوروأسيتات الصوديوم من تفاعل تعديل حمض فلوروأسيتيك مع مركب قلوي صوديومي مثل الصود الكاوي أو كربونات الصوديوم أو بيكربونات الصوديوم:
{\displaystyle \mathrm {NaOH+CH_{2}FCOOH\longrightarrow CH_{2}FCOONa+H_{2}O} }
{\displaystyle \mathrm {Na_{2}CO_{3}+2\ CH_{2}FCOOH\longrightarrow \ 2\ CH_{2}FCOONa+CO_{2}+H_{2}O} }
{\displaystyle \mathrm {NaHCO_{3}+CH_{2}FCOOH\longrightarrow \ \ CH_{2}FCOONa+CO_{2}+H_{2}O} }

## الوفرة الطبيعية
يوجد فلوروأسيتات الصوديوم طبيعياً في أكثر من 40 نبتة تتوزع في أستراليا وأمريكا الجنوبية (البرازيل) وفي أفريقيا. ومن هذه النباتات مثلاً نبات الجفبلار السنمي.

## الخواص
يكون فلوروأسيتات الصوديوم على شكل صلب بلوري عديم اللون إلى أبيض، وهو سهل الانحلال في الماء. ينصهر المركب عند درجات حرارة تقارب 200 °س، ويترافق ذلك مع تفككه.

## السمية
مركب فلوروأسيتات الصوديوم سام جداً، سواء أكان ذلك عن طريق استنشاق الغبار أو رذاذ المحاليل المائية، وكذلك الأمر في حال التماس مع الجلد، سواء أكان ذلك بالنسبة للإنسان أو الثدييات أوالحشرات.
تبدأ أعراض التسمم عند الإنسان لفترة تبدأ من 30 دقيقة إلى 3 ساعات. تبدأ الأعراض بالغثيان والتقيؤ مترافقاً مع آلام في البطن، بالإضافة إلى فرط التعرق والهيجان. ثم يحدث تشنج للعضلات وضيق في النفس وتزرّق في الجسم، وقد ينتهي الأمر بالوفاة بسبب اضطرابات نظم دقات القلب البطيني.
تبلغ الجرعة المميتة لمركب فلوروأسيتات الصوديوم عند الإنسان 5 - 10 مغ لكل كيلوغرام من وزن الجسم.

### آلية التسمم

استقلاب فلوروأسيتات الصوديوم في الجسم.

عند امتصاص فلوروأسيتات الصوديوم (1) في جسم الإنسان يستقلب في الجسم ويحول إلى (2R, 3S)- فلوروسيترات (3). يقوم هذا المشتق الفلوري من أملاح السترات (أملاح حمض الستريك أو حمض الليمون) بتعطيل إنزيم أكونيتاز Aconitase، والذي يحفز تحويل السترات إلى حمض الأكونيتيك. مما يعني في التالي تعطيل دورة حمض الستريك، وارتفاع تركيز السترات في الجسم، مما يؤثر على تزويد الطاقة إلى خلايا الجسم، وخاصة الخلايا التي تتطلب مستويات مرتفعة منها.

## الاستخدامات
يستخدم فلوروأسيتات الصوديوم في بعض البلدان كمبيد للآفات وكمبيد للقوارض. لكنه ممنوع الاستخدام في الدول الأوروبية.